# Türkisch für Anfänger
Türkisch für Anfänger (tyska för turkiska för nybörjare) är en tysk TV-serie som visades mellan 2006 och 2009. Den skapades av Bora Dağtekin och producerades av Hoffmann och Voges Ent.
Serien kretsar kring styvfamiljen Schneider-Öztürk och deras vardagsliv. Mycket fokus ligger på Lena som har huvudrollen i serien.